# Pesma o Nibelunzima
Pesma o Nibelunzima (  (Der Nibelunge nôt)) je epska pesma napisana oko 1200. godine na srednjem visokonemačkom. Njen anonimni pesnik je verovatno bio iz regiona Pasau.   je zasnovana na usmenoj tradiciji koja ima svoje poreklo u istorijskim događajima i osobama iz 5. i 6. veka i koja se proširila na gotovo celo nemačko govorno područje. Paralele sa nemačkom pesmom iz Skandinavije nalaze se posebno u junačkim baladama Poetska eda i u Velsungovoj sagi.
Pesma je podeljena na dva dela: u prvom delu Sigfrid dolazi kod Vormsa da bi dobio ruku burgundske princeze Krimhild od njenog brata kralja Guntera. Gunter pristaje da dozvoli Sigfridu da se oženi Krimhildom ako Sigfrid pomogne Gunteru da stekne kraljicu-ratnika Brinhildu za svoju ženu. Sigfrid to učini i oženi se Krimhildom; međutim, Brinhilda i Krimhilda postaju suparnice, što dovodi na kraju do Sigfridovog ubistva od strane burgundskog vazala Hagena sa Gunterovim učešćem. U drugom delu, udovica Krimhilda je udata za Atilu, kralja Huna. Ona kasnije poziva svog brata i njegov dvor da posete Atilino kraljevstvo nameravajući da ubije Hagena. Njena osveta rezultira smrću svih Burgundijaca koji su došli na Atilin dvor, kao i uništenjem Atilinog kraljevstva i smrću same Krimhilde.
  je bio prvi herojski ep koji je napisan u Nemačkoj, što je pomoglo da se pronađe širi žanr pisane herojske poezije. Postoje indikacije da je ova tragična pesma uznemirila srednjovekovnu publiku, a vrlo rano je napisan nastavak,  , što je tragediju učinilo manje konačnom. Ova poema je pala u zaborav posle oko 1500. godine, ali je ponovo otkrivena 1755. godine. Pod nazivom „Nemačka Iliada”,   je započela novi život kao nemački nacionalni ep. Poema je bila prilagođena nacionalističkim svrhama i intenzivno se koristila u antidemokratskoj, reakcionarnoj i nacionalsocijalističkoj propagandi pre i za vreme Drugog svetskog rata. Danas je njena zaostavština najvidljivija u operskom ciklusu Riharda Vagnera  , koji se, međutim, uglavnom zasniva na staronordijskim izvorima. Tri glavna rukopisa   su 2009. godine upisana u Uneskov Registar svetske baštine u znak priznanja njihovog istorijskog značaja. Nazvani su „jednim od najimpresivnijih i svakako najsnažnijih nemačkih epova srednjeg veka”.

## Izvori rukopisa
Pesma je u svojim različitim pisanim formama bila izgubljena do kraja 16. veka, ali su rukopisi još iz 13. veka ponovo otkriveni tokom 18. veka. Postoji trideset sedam poznatih rukopisa Nibelungenlida i njegove varijantne verzije. Jedanaest od ovih rukopisa su praktično kompletni. Smatra se da je najstarija verzija sačuvana u rukopisu „B”. Dvadeset i četiri rukopisa su u različitim fragmentarnim stanjima dovršenosti, uključujući jednu verziju na holandskom (manuscript 'T').

## Izdanja
(u hronološkom redosledu)
- Lachmann, Karl, ур. (1826). Der Nibelunge not mit der klage : in der ältesten gestalt (1 изд.). Berlin: G. Reimer.
  - Lachmann, Karl, ур. (1841). Der Nibelunge noth und die klage : nach der ältesten überlieferung (2 изд.). Berlin: G. Reimer.
  - Lachmann, Karl, ур. (1851). Der Nibelunge noth und die klage : nach der ältesten überlieferung (3 изд.). Berlin: G. Reimer.
  - Lachmann, Karl, ур. (1867). Der Nibelunge noth und die klage : nach der ältesten überlieferung (4 (6th print of the text) изд.). Berlin: Georg Reimer.
  - Lachmann, Karl, ур. (1877). Der Nibelunge noth und die klage : nach der ältesten überlieferung ((9th print of the text) изд.). Berlin: G. Reimer.
- Das Nibelungenlied in der ältesten Gestalt mit den Veränderungen des gemeinen Textes. Herausgegeben und mit einem Wörterbuch versehen von Adolf Holtzmann. Stuttgart 1857 (Google, Google)
- Karl Bartsch, Der Nibelunge Nôt : mit den Abweichungen von der Nibelunge Liet, den Lesarten sämmtlicher Handschriften und einem Wörterbuche, Leipzig: F. A. Brockhaus, 1870–1880
- Michael S. Batts. (1971). Das Nibelungenlied. ISBN 978-3-484-10149-4., critical edition, Tübingen: M. Niemeyer.
- Helmut de Boor. Das Nibelungenlied. 1988. ISBN 978-3-7653-0373-9., 22nd revised and expanded edition, ed. Roswitha Wisniewski, Wiesbaden. . This edition is based ultimately on that of Bartsch.
- Ursula Schulze, (2005). Das Nibelungenlied. ISBN 978-3-538-06990-9., Düsseldorf / Zürich: Artemis & Winkler. . Based on manuscript C.
- Hermann Reichert, (2005). Das Nibelungenlied. Berlin: de Gruyter. ISBN 978-3-11-018423-5.. VII. . Edition of manuscript B, normalized text; introduction in German.
- Walter Kofler (Ed.), Nibelungenlied und Klage. Redaktion I. Stuttgart: Hirzel. 2011. ISBN 978-3-7776-2145-6.. . Manuscript I.
- Walter Kofler (Ed.), Nibelungenlied. Redaktion D. Stuttgart: Hirzel. 2012. ISBN 978-3-7776-2297-2.. . Manuscript D.
- Heinzle, Joachim, ур. (2013). Das Nibelungenlied und die Klage. Nach der Handschrift 857 der Stiftsbibliothek St. Gallen. Mittelhochdeutscher Text, Übersetzung und Kommentar. Berlin: Deutscher Klassiker Verlag. ISBN 978-3-618-66120-7. Text, translation and commentary, based on manuscript B.

## Prevodi i adaptacije

### Engleski
- Alice Horton, Translator, The Lay of the Nibelungs: Metrically Translated from the Old German Text, G. Bell and Sons, London, 1898.  Line by line translation of the "B manuscript". (Deemed the most accurate of the "older translations" in Encyclopedia of literary translation into English: M-Z, Volume 2, edited by Olive Classe, 2000, Taylor & Francis, pp. 999–1000)
- Margaret Armour, Translator. Franz Schoenberner, Introduction. Edy Legrand, Illustrator. The Nibelungenlied, Heritage Press, New York, 1961
- Arthur Thomas Hatto, The Nibelungenlied, Penguin Classics 1964. English translation and extensive critical and historical appendices.
- Robert Lichtenstein. (1992). The Nibelungenlied. ISBN 978-0-7734-9470-1., Translated and introduced by Robert Lichtenstein. (Studies in German Language and Literature Number: 9). Edwin Mellen Press.
- Burton Raffel, Das Nibelungenlied. 2006. ISBN 978-0-300-11320-4., new translation. Foreword by Michael Dirda. Introduction by Edward R. Haymes. Yale University Press.
- Michael Manning (Illustrator), Erwin Tschofen (Author), sum legio publishing. 2010.  978-3-9502635-8-9..
- Cyril Edwards, The Nibelungenlied. The Lay of the Nibelungs. 2010. ISBN 978-0-19-923854-5., translated with an introduction and notes. Oxford University Press. .
- William T. Whobrey, (2018). The Nibelungenlied: with The Klage. ISBN 978-1-62466-675-9., Edited and Translated, with an Introduction, by William T. Whobrey. Hackett Publishing Company. .

### Moderni nemački
- Das Nibelungenlied. Translated by Karl Bartsch. Leipzig 1867 (Google)
- Das Nibelungenlied. Translated by Karl Simrock. Stuttgart 1868 (Google)
- Das Nibelungenlied. Zweisprachig (4th изд.). ISBN 978-3-7350-0104-7., parallel text, edited and translated by Helmut de Boor. Sammlung Dieterich, , Leipzig 1992. .
- Das Nibelungenlied. Mhd./Nhd. 1997. ISBN 978-3-15-000644-3., parallel text based on the edition of Karl Bartsch and Helmut de Boor, translated with commentary by Siegfried Grosse. Reclam Universal-Bibliothek. Band 644. Reclam, Stuttgart. .
- Albrecht Behmel, Das Nibelungenlied (2nd изд.). 2001. ISBN 978-3-89821-145-1., translation, Ibidem Verlag, , Stuttgart

### Italijanski
- Laura Mancinelli, I Nibelunghi. 1972. ISBN 978-88-06-23661-8., Translated in Italian from the Old German Text with an introduction and notes, Giulio Einaudi Editore, Turin.

## Literatura
- Bekker, Hugo (1971). The Nibelungenlied: A Literary Analysis. Toronto: University of Toronto. ISBN 978-0802052353.
- Bumke, Joachim (1996). Die vier Fassungen der "Nibelungenklage". Untersuchungen zur Überlieferungsgeschichte und Textkritik der höfischen Epik im 13. Jahrhundert. Berlin/New York: de Gruyter.
- Curschmann M (1987). „'Nibelungenlied' und 'Klage'”.  Ур.: Ruh K, Keil G, Schröder W. Die deutsche Literatur des Mittelalters. Verfasserlexikon. 2. Berlin, New York: Walter De Gruyter. cols 926–969. ISBN 978-3-11-022248-7.
- Garland, Henry; Garland, Mary (1997). „Nibelungenlied”. The Oxford Companion to German Literature (3 изд.). Oxford and New York: Oxford University. ISBN 9780191727412.
- Gentry, Francis G.; McConnell, Winder; Müller, Ulrich; Wunderlich, Werner, ур. (2011) [2002]. The Nibelungen Tradition. An Encyclopedia. New York, Abingdon: Routledge. ISBN 978-0-8153-1785-2.
- Handschriftencensus (2018). „Gesamtverzeichnis Autoren/Werke: 'Nibelungenlied'”. Handschriftencensus. Приступљено 3. 5. 2018.
- Haymes, Edward R.; Samples, Susan T. (1996). Heroic legends of the North: an introduction to the Nibelung and Dietrich cycles. New York: Garland. стр. 101–111. ISBN 9780815300335.
- Heinzle, Joachim (1999). Einführung in die mittelhochdeutsche Dietrichepik. Berlin, New York: De Gruyter. ISBN 978-3-11-015094-0.
- Heusler, Andreas (1982) [1965]. Nibelungensage und Nibelungenlied. Die Stoffgechichte des Deutschen Heldenepos (6th изд.). Darmstadt: Wissenschaftliche Buchgesellschaft. ISBN 978-3-534-06960-6.
- Hoffmann, Werner (1974). Mittelhochdeutsche Heldendichtung. Berlin: Erich Schmidt. стр. 69–91. ISBN 978-3-503-00772-1.
- Lienert, Elisabeth (2015). Mittelhochdeutsche Heldenepik. Berlin: Erich Schmidt. стр. 30—71. ISBN 978-3-503-15573-6.
- McConnell, Winder (1984). The Nibelungenlied. Twayne's world authors. Boston: Twayne. ISBN 978-0805765595.
- McConnell, Winder, ур. (1998). A Companion to the Nibelungenlied. Rochester, NY; Woodbridge, Suffolk: Camden House. ISBN 978-1-57113-151-5.
- Millet, Victor (2008). Germanische Heldendichtung im Mittelalter. Berlin, New York: de Gruyter. стр. 181–238. ISBN 978-3-11-020102-4.
- Mowatt, D.G.; Sacker, Hugh (1967). The Nibelungenlied: An Interpretative Commentary. Toronto: University of Toronto. ISBN 978-0802051950.
- Müller, Jan-DIrk (1998). Spielregeln für den Untergang: Die Welt des Nibelungenliedes. Tübingen: Niemeyer. ISBN 978-3484107731. English translation: Müller, Jan-Dirk (2007). Rules for the Endgame. The World of the Nibelungenlied. Превод: Whobrey, William T. Tübingen: Johns Hopkins. ISBN 978-0801887024.
- Müller, Jan-Dirk (2009). Das Nibelungenlied (3 изд.). Berlin: Erich Schmidt.
- Nagel, Bert (1970). Das Nibelungenlied. Stoff — Form — Ethos (2nd изд.). Frankfurt/Main: Hirschgraben.
- Reichert, Hermann (2007). Nibelungenlied-Lehrwerk. Sprachlicher Kommentar, mittelhochdeutsche Grammatik, Wörterbuch. Passend zum Text der St. Galler Fassung ("B"). Vienna: Praesens. ISBN 978-3-7069-0445-2. Приступљено 3. 5. 2018.
- UNESCO (2009). „Song of the Nibelungs, a heroic poem from mediaeval Europe”. Memory of the World Register. Приступљено 3. 5. 2018.
- Weber, Gottfried; Hoffmann, Werner (1974). Nibelungenlied. Sammlung Metzler, 7 (4th изд.). Stuttgart: Metzler. ISBN 978-3-476-14007-4.

## Spoljašnje veze

### Engleski prevodi
- The Nibelungenlied public domain audiobook at LibriVox